# الحد الأدنى لارتفاع العبور
في مجال الطيران، يعد الحد الأدنى لارتفاع العبور (minimum crossing altitude) اختصارا (MCA) هو أدنى ارتفاع يمكن من خلاله أجراء عبور ملاحي ثابت عند الدخول أو الاستمرار على طول مسار جوي والذي سيسمح للطائرة بإزالة جميع العوائق أثناء القيام بالتسلق العادي إلى الحد الأدنى المطلوب في الطريق IFR الارتفاع (MEA) من مسار جوي المعني وراء الموقع.
التعريف الوارد هنا يتعلق في المقام الأول بالمجال الجوي للولايات المتحدة؛ قد تختلف الإجراءات والممارسات في بلدان أخرى.

## ملخص
عادةً ما يتم تصميم الخطوط الجوية بحيث يمكن للطائرة التي تتحرك من جزء واحد به منطقة أدنى ارتفاع في المسار (MEA) إلى جزء آخر به منطقة أدنى ارتفاع في المسار (MEA) أعلى أن تبدأ بأمان في الصعود العادي (انظر أدناه) إلى أدنى ارتفاع في المسار (MEA) الأعلى عند عبور الموقع الذي يقسم الجزأين ولا يزال واضحًا جيدًا من العقبات. عندما تكون العوائق على طول الممرات الهوائية من النوع الذي يجعل الصعود العادي الذي يبدأ عند الموقع الذي يحدد مقطع مسار جوي غير كافٍ لتوفير خلوص مناسب للعائق، يتم نشر الحد الأدنى لارتفاع المعبر (MCA) للموقع الذي يشير إلى الحد الأدنى للارتفاع الذي يجب أن يكون عليه الموقع عبرت عند دخول ذلك الجزء المحدد من مسار جوي من أجل جعل من الممكن الصعود بأمان إلى منطقة أدنى ارتفاع في المسار (MEA) مع البقاء بعيدًا عن العوائق. يجب أن تكون في أو فوق (MCA) بحلول الوقت الذي تصل فيه إلى التقاطع، لذلك يجب إنشاء تسلق قبل الوصول إلى التقاطع.
قيم التسلق العادية المستخدمة لتحديد (MCA) في الولايات المتحدة هي: 150 قدمًا لكل ميل بحري من متوسط مستوى سطح البحر (MSL) إلى 5000 قدم (MSL)؛ 120 قدمًا لكل ميل بحري من 5000 قدم إلى 10000 قدم (MSL)؛ و 100 قدم لكل ميل بحري عند 10000 قدم (MSL) أو أعلى.

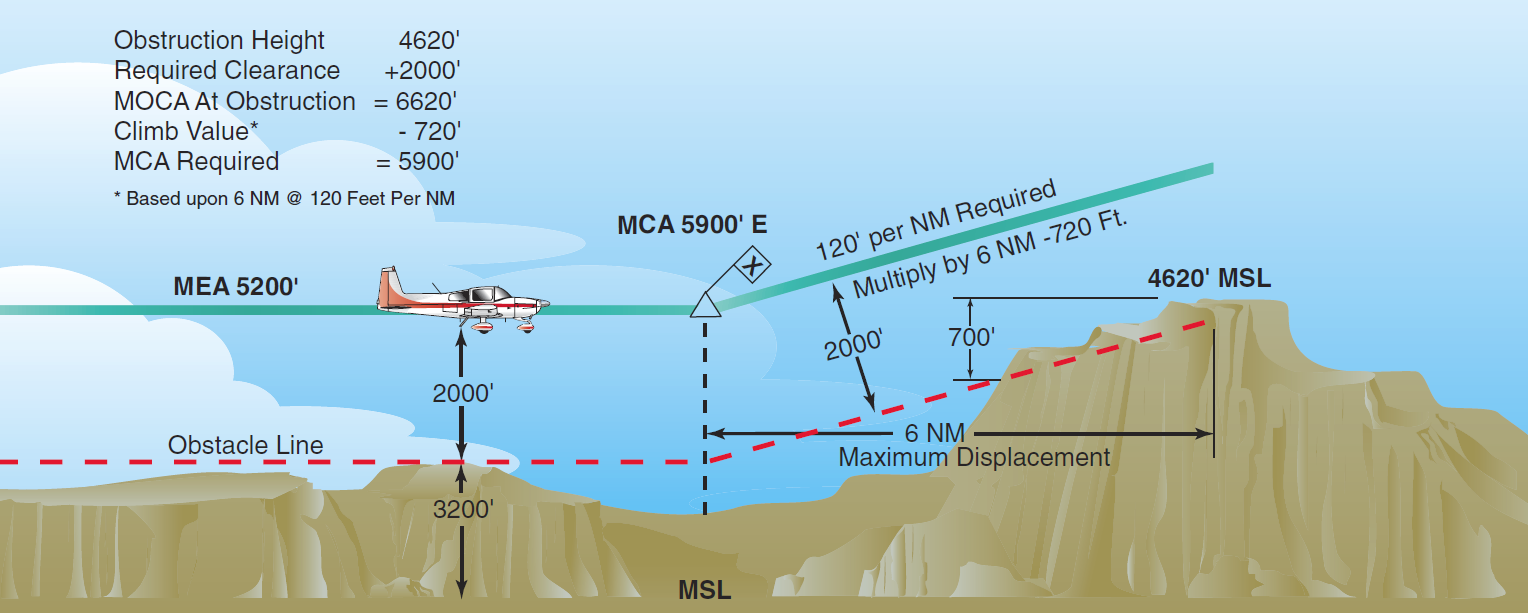
رسم توضيحي يوضح كيفية تحديد حساب تحدي الألفية

على سبيل المثال، انظر الرسم التوضيحي أعلاه. في هذه الحالة، يحتوي جزء من مسار جوي ينتهي عند الموقع (ABC) على أدنى ارتفاع في المسار (MEA) يبلغ 5200 قدم (MSL)، والحد الأدنى لارتفاع خلوص العائق (MOCA) المطلوب لإزالة عائق على بعد ستة أميال بحرية من التثبيت داخل الجزء التالي هو 6620 قدمًا من (MSL). إجمالي الزيادة في الارتفاع من 5200 قدمًا إلى 6620 قدمًا على تلك المسافة هو 1420 قدمًا. بمعدل تسلق عادي (120 قدمًا لكل ميل بحري عند هذا الارتفاع)، يبلغ الحد الأقصى للارتفاع الذي يمكن اكتسابه عبر تلك المسافة 720 قدمًا، أي 700 قدم تحت MOCA المطلوب. وبالتالي، سيتم نشر (MCA) لموقع (ABC) بطول 5900 قدم (MSL) (700 قدم فوق أدنى ارتفاع في المسار (MEA) للجزء السابق) لموقع (ABC) لحركة المرور المستمرة في قطاع مسار جوي المعني بهذا الموقع.